# Cărți deuterocanonice
Cărți deuterocanonice înseamnă cărți religioase adăugate de Biserică. Ele au apărut în timpul Vechiului Testament sau înaintea nașterii lui Hristos. Sunt importante pentru unele biserici, altele le consideră apocrife. Ortodocșii le numesc anaginoscomena (cărți bune de citit) sau anagignoskomena.
De remarcat că Martin Luther a marcat patru cărți din Noul Testament drept „Antilegomena”: Evrei, Iacob, Iuda și Apocalipsa lui Ioan. Luteranii de azi le numesc deuterocanonice în loc de Antilegomena.
La catolici avem, grație conciliului ecumenic de la Trento: 
- Tobit;
- Iuditei;
- Adaosuri la Estera (tălmăcirea visului lui Mordecai și împlinirea lui; uneltirea celor doi eunuci; scrisoarea lui Aman și rugăciunea lui Mordecai pentru evrei; rugăciunea Esterei; Estera se înfățișează regelui; scrisoarea regelui Artaxerxes);
- 1 și 2 Macabei;
- Înțelepciunii (lui Solomon);
- Sirah (Ecleziasticul);
- Baruh (cu tot cu epistola lui Ieremia);
- Adaosuri la Daniel (rugăciunea lui Azaria și cântecul celor trei tineri sfinți; Suzana și bătrânii; Bel și balaurul).

La ortodocși avem, pe lângă cele de mai sus, grație sinodului ecumenic de la Ierusalim: 
- 1 și 2 Ezra;
- Psalmul 151;
- 3 și 4 Macabei;
- Rugăciunea lui Manase.